# Siphonia
Siphonia ("Sifão") foi um gênero de hallirhoides extinto do Cretáceo Superior. Eles viveram no Oceano Tethys, no que é agora a Europa. Todos eles teve corpos periformes distintivos que foram atados ao solo oceânico via um tronco longo. O seu nome comum, "tulipa esponjosa," se refere à sua forma sugestiva, enquanto o nome de gênero se refere a como o espongocoelo (o tubo principal do corpo de esponja) dirige quase o comprimento inteiro da esponja, como se ele fosse quase uma palha de bebida.

## Espécies

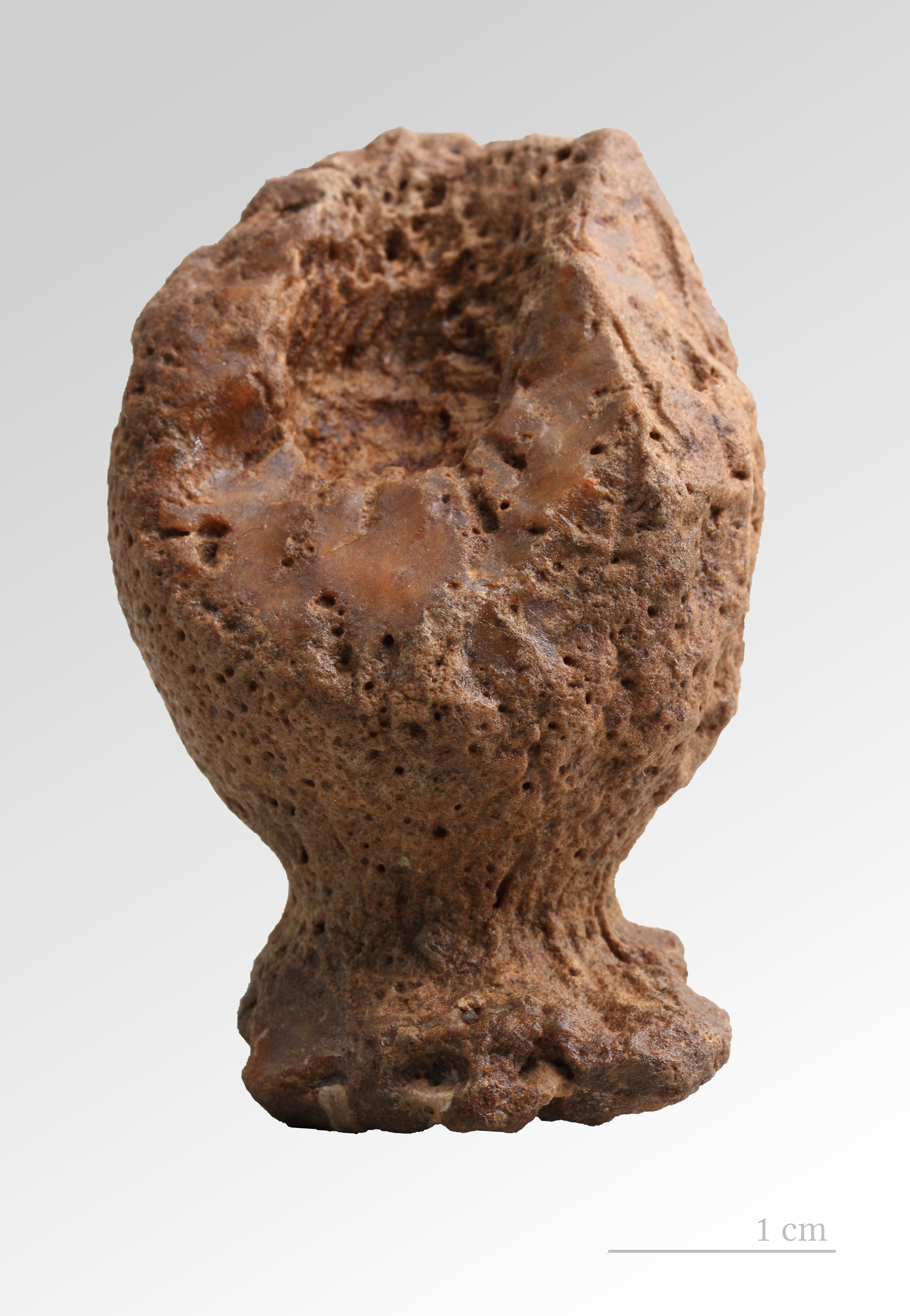
Siphonia pyriformis - Muséum de Toulouse